# Péter Tímár
Péter Tímár (Budapest, 19 de desembre de 1950) , és un director de cinema i guionista hongarès. Ha dirigit 14 pel·lícules des de 1985. La seva pel·lícula de 1989 Mielőtt befejezi röptét a denevér va participar al 39è Festival Internacional de Cinema de Berlín, la seva pel·lícula de 6:3, avagy játszd újra Tutti fou presentada al 21è Festival Internacional de Cinema de Moscou i la seva pel·lícula de 2001 Vakvagányok fou presentada al 23è Festival Internacional de Cinema de Moscou.

## Filmografia selectiva
- Egészséges erotika (1986)
- Mielőtt befejezi röptét a denevér (1989)
- Csinibaba (1997)
- 6:3, avagy játszd újra Tutti (1999)
- Vakvagányok (2001)